# Kidule (gmina)
Gmina Kidule (lit. Kidulių seniūnija) – gmina w okręgu mariampolskim, w rejonie szakowskim na Litwie. Siedzibą administracji jest wieś Kidule.